# AllBright
Allbright, marknadsfört som AllBright, är en ideell stiftelse som verkar för jämställdhet och meritokrati i näringslivet. Allbrights vision är att "verka för meritokratiska ledningsgrupper och styrelser och på så vis skapa ett mer lönsamt och hållbart näringsliv". Stiftelsen är opinionsbildande och bedriver utbildningsverksamhet. 
Stiftelsen Allbright grundades år 2011 av finansmannen Sven Hagströmer. Stiftelsen har fem anställda och cirka tio volontärer. Från 2011 till 2013 var Rebecca Lucander vd för stiftelsen. År 2013 blev Amanda Lundeteg vd. Våren 2016 öppnade stiftelsen även ett kontor i Berlin, Tyskland, som leds av vd:arna Christian Berg och Wiebke Ankersen. 
Stommen i Allbrights arbete är framtagandet av rapporter som kartlägger könsfördelningen i svenska börsbolags ledningsgrupper. Som mått på jämställdhet används könsfördelning, där lika utfall i fördelning mellan könen representerar fullständig jämställdhet. Bolagen rangordnas utefter hur jämställda de är i ledningsgruppen och placeras på antingen en grön, gul eller röd lista (tidigare vit, grå och svart lista). Stiftelsen arbetar efter metoden skampåle och uthängning, vilket varit väl omdebatterat i media. Utöver ledningsgrupperna har Allbright granskat börsbolagens styrelser och valberedningar, juristkåren, riskkapitalbolag och universitetsvärlden. 
Allbright bedriver utbildningsverksamhet gentemot de företag som vill arbeta aktivt med sin företagskultur och för ökad jämställdhet. Stiftelsen delar ut ett årligt Allbrightpris till det bolag som under året visat att de tagit ansvar för att driva företaget mot en mer meritokratisk och jämställd verksamhet. Bland de tidigare vinnarna återfinns industribolaget Mycronic, fastighetsbolaget Kungsleden AB, omsorgsbolaget Humana  och konsultbolaget Knowit .